# Civilization IV
Civilization IV este un joc video de strategie pe ture, lansat pe 25 octombrie 2005, dezvoltat de Firaxis Games și publicat de 2K Games. Este a patra ediție majoră din seria Civilization, creată de Sid Meier. Jocul permite jucătorilor să conducă o civilizație de la epoca de piatră până în era spațială, cu scopul final de a deveni cea mai puternică civilizație din lume.

## Gameplay
Civilization IV păstrează elementele de bază ale seriei, dar introduce și multe îmbunătățiri și funcții noi, care au avut un impact major asupra genului de strategie pe ture.

### Structura Jocului
Jocul se desfășoară pe o hartă generată aleatoriu, împărțită în pătrate care reprezintă diferite tipuri de teren și resurse. Fiecare jucător începe cu o singură unitate de coloniști și își extinde civilizația prin explorare, construire de orașe și gestionarea resurselor.

### Tehnologie și Cultură
- Tehnologie: Jucătorii cercetează diverse tehnologii care permit dezvoltarea de noi unități, clădiri și minuni. Arborele tehnologic este esențial pentru progresul civilizației.
- Cultură: Cultura joacă un rol important în extinderea granițelor orașelor și poate influența alte civilizații. Orașele cu o cultură puternică pot chiar să preia controlul asupra orașelor vecine fără război.

### Religie și Guvernare
- Religie: Introducerea religiei este una dintre cele mai semnificative adăugiri din Civilization IV. Jucătorii pot fonda până la șapte religii și pot răspândi influența religioasă în alte orașe și civilizații.
- Guvernare: Sistemul de civisme permite jucătorilor să adopte diverse politici de guvernare, care influențează aspecte precum economia, relațiile externe și structura socială. Jucătorii pot alege din cinci categorii de civisme: guvernare, legalitate, muncă, economie și religie.

### Război și Diplomație
- Război: Unitatea militară și strategia de război sunt esențiale pentru apărarea și extinderea imperiului. Jucătorii pot construi diverse unități militare și fortificații pentru a se apăra sau pentru a cuceri alte civilizații.
- Diplomație: Interacțiunea cu alte civilizații este crucială. Jucătorii pot forma alianțe, negocia tratate și declara război. Relațiile diplomatice pot influența succesul pe termen lung al civilizației.

## Extensii
Civilization IV a avut trei pachete de expansiune majore, fiecare adăugând noi elemente de gameplay și extinzând complexitatea jocului.

### Warlords
Lansat în 2006, Warlords introduce lideri militari (warlords) care pot conduce unități și aduc bonusuri suplimentare. Expansiunea adaugă, de asemenea, șase scenarii noi și câteva civilizații și lideri suplimentari.

### Beyond the Sword
Lansat în 2007, Beyond the Sword este cea mai mare expansiune pentru Civilization IV. Aceasta adaugă noi scenarii, unități, clădiri și lideri, precum și un nou mod de joc axat pe epoca post-industrială. De asemenea, introduce concepte noi precum corporațiile și spionajul.

### Colonization
Lansat în 2008, Colonization este o relansare a jocului Sid Meier's Colonization, bazat pe motorul grafic al Civilization IV. Jocul se concentrează pe colonizarea Lumii Noi și lupta pentru independență față de puterile coloniale europene.

## Modding și Comunitatea
Civilization IV este cunoscut pentru suportul său extensiv pentru modding. Firaxis Games a oferit un editor de scenarii și suport pentru modificări complexe ale jocului. Comunitatea de modding a creat numeroase moduri care adaugă noi civilizații, scenarii, unități și alte elemente de gameplay.

## Receptarea Critică
Civilization IV a fost aclamat de critici și jucători deopotrivă. Jocul a primit scoruri mari pe majoritatea platformelor de recenzii, fiind lăudat pentru complexitatea sa, profunzimea strategică și îmbunătățirile aduse față de jocurile anterioare din serie.

## Impact și Moștenire
Civilization IV a avut un impact major asupra genului de strategie pe ture și este considerat unul dintre cele mai bune jocuri de strategie din toate timpurile. Jocul a influențat numeroase alte titluri și a consolidat reputația seriei Civilization ca lider în domeniul jocurilor de strategie.
Titlul este un joc de referință în genul de strategie pe ture, oferind o experiență profundă și complexă de gestionare a unei civilizații. Cu numeroase funcții inovatoare, suport pentru modding și o comunitate dedicată, Civilization IV rămâne un titlu esențial pentru fanii strategiei și continuă să fie jucat și apreciat la ani de la lansare.